# 10672 Kostyukova
10672 Kostyukova è un asteroide della fascia principale. Scoperto nel 1978, presenta un'orbita caratterizzata da un semiasse maggiore pari a 3,0307764 UA e da un'eccentricità di 0,1186105, inclinata di 15,00713° rispetto all'eclittica.